# Enya (альбом)
Enya (позднее переиздан как The Celts) — дебютный студийный альбом ирландской певицы Энии, изданный в 1987 году. Музыка этого альбома была написана как саундтрек для документального телесериала BBC The Celts (1986).

## Об альбоме
Диск был записан в 1986 году, но не издавался до 1987, пока шёл премьерный показ серий The Celts. Сначала альбом был выпущен BBC в Великобритании её собственным лейблом, затем в Северной Америке лейблом Atlantic Records. В 1992 улучшенная и переработанная версия альбома была выпущена Warner Music под именем The Celts. Альбом в его оригинальном издании — Enya — больше не производился.
Альбом содержит лишь часть музыки, написанной Энией для телесериала. В 2005 году ранее не издававшийся трек «Spaghetti Western Theme» был включён в состав сингла «Amarantine» в память об одном из продюсеров сериала.
Песня «Boadicea» была также включена в саундтреки фильма «Лунатики» (англ. Sleepwalkers, 1992), «Ворон» (англ. The Crow, 2024) и второго сезона телесериала «Мыслить как преступник» (англ. Criminal Minds, 2007) 

## Список композиций
1. The Celts — 2:50
2. Aldebaran — 3:05
3. I Want Tomorrow — 4:02
4. March of the Celts — 3:10
5. Deireadh an Tuath — 1:43
6. The Sun in the Stream — 2:55
7. To Go Beyond, Pt. 1 — 1:20
8. Fairytale — 3:03
9. Epona — 1:36
10. Triad: St. Patrick/Cú Chulainn/Oisin — 4:25
11. Portrait — 1:23
12. Boadicea — 3:30
13. Bard Dance — 1:23
14. Dan y Dŵr — 1:41
15. To Go Beyond, Pt. 2 — 2:50

## Участники записи
- Эния — вокал, фортепиано, Roland Juno-60, Yamaha DX7, Emulator II и Kurzweil
- Патрик Холинг — скрипка
- Арти Макглинн — электрогитара
- Лайам О’Флин — ирландская волынка
- Рома Райан — тексты

Производство
- Вся музыка написана Энией и опубликована Aigle Music
- Слова для «I Want Tomorrow» и «Dan y Dŵr» — Рома Райан
- Слова для «The Celts», «March of the Celts», «Aldebaran» и «Deireadh an Tuath» — Эния и Рома Райан
- Слова «St. Patrick» народные
- Сведение музыки: Эния и Ники Райан
- Записано в BBC Enterprises Studio Woodlands, Лондон и Aigle Studios, Дублин
- Продюсер: Ники Райан
- Исполнительный продюсер: Брюс Тэлбот
- Разработки: Найджел Ред, Ники Райан
- Дизайн обложки: Марио Москардини
- Фотографии: Мартин Адлеман

## Чарты
| Год  | Чарт                                  | Позиция |
| ---- | ------------------------------------- | ------- |
| 1990 | Top New Age Albums (США)              | 14      |
| 1992 | Official Album Chart (Великобритания) | 10      |

## The Celts
В 1992 году альбом был переиздан под названием The Celts. Кроме улучшенного звука, этот релиз также содержит более длинную версию (3:11 вместо оригинальных 1:23) песни «Portrait», названную «Portrait: Out of the Blue».